# Deutsche Poolbillard-Meisterschaft 2018 (Damen)
Die Deutsche Poolbillard-Meisterschaft 2018 war die 38. Austragung zur Ermittlung der nationalen Meistertitel der Damen in der Billardvariante Poolbillard. Sie wurde vom 3. bis 11. November 2018 in der Wandelhalle in Bad Wildungen im Rahmen der Deutschen Billard-Meisterschaft ausgetragen.
Es wurden die Deutschen Meisterinnen in den Disziplinen 14/1 endlos, 8-Ball, 9-Ball und 10-Ball ermittelt.

## Medaillengewinner
| Disziplin   | Gold                                   | Silber                                    | Bronze                                    | Bronze                                     |
| ----------- | -------------------------------------- | ----------------------------------------- | ----------------------------------------- | ------------------------------------------ |
| 14/1 endlos | Vivien-Kathy Schade (BC Queue Hamburg) | Ina Kaplan (BC Siegtal 89)                | Miriam Steiner (BC Alsdorf)               | Chantal Manske (BU Mönchengladbach/Kempen) |
| 8-Ball      | Melanie Süßenguth (TV Borghorst)       | Veronika Ivanovskaia (BFC Fortuna Berlin) | Pia Filler (1. PBC Sankt Augustin)        | Vivien-Kathy Schade (BC Queue Hamburg)     |
| 9-Ball      | Vivien-Kathy Schade (BC Queue Hamburg) | Ina Kaplan (BC Siegtal 89)                | Veronika Ivanovskaia (BFC Fortuna Berlin) | Chantal Manske (BU Mönchengladbach/Kempen) |
| 10-Ball     | Vivien-Kathy Schade (BC Queue Hamburg) | Melanie Süßenguth (TV Borghorst)          | Ina Kaplan (BC Siegtal 89)                | Veronika Ivanovskaia (BFC Fortuna Berlin)  |

## Modus
Die 32 Spielerinnen, die sich über die Landesmeisterschaften der Billard-Landesverbände qualifiziert haben, traten zunächst im Doppel-K.-o.-System gegeneinander an. Ab dem Achtelfinale wurde im K.-o.-System gespielt.